# Henrique Queiroz Filho
Henrique Jose Queiroz Costa Filho (Recife, 11 de maio de 1981), é um advogado e político brasileiro. É deputado estadual de Pernambuco pelo PP.

## Biografia
Henrique Queiroz Filho ocupa pela segunda vez consecutiva uma cadeira na câmara estadual. Em 2018 foi eleito para seu primeiro mandato como deputado estadual, com 35.671 votos. Em 2022, foi reeleito com 43.822 votos.